# Allium tokaliense
Allium tokaliense är en amaryllisväxtart som beskrevs av Rudolf V. Kamelin och Igor Germanovich Levichev. Allium tokaliense ingår i släktet lökar, och familjen amaryllisväxter. Inga underarter finns listade i Catalogue of Life.